# Élie Bayol
 (Marsiglia, 28 febbraio 1914 – La Ciotat, 25 maggio 1995) è stato un pilota automobilistico francese.
Inizia la carriera da professionista nel 1950, partecipando a competizioni di Formula 3 e Formula 2.
Esordisce in Formula 1 nel 1952, correndo un Gran Premio a bordo di una OSCA. Con lo stesso mezzo corre tre Gran Premi del 1953. Nel 1954 corre un Gran Premio a bordo di una Gordini, ottenendo due punti. Prende anche parte a due Gran Premi nel 1955 e a uno del 1956.

## Risultati in F1
| 1952 | Scuderia       | Vettura |  |  |  |  |  |  |  |     |  | Punti | Pos. |
| ---- | -------------- | ------- |  |  |  |  |  |  |  | --- |  | ----- | ---- |
| 1952 | Pilota privato | OSCA 20 |  |  |  |  |  |  |  | Rit |  | 0     |      |

| 1953 | Scuderia       | Vettura |  |  |  |  |     |  |  |    |     | Punti | Pos. |
| ---- | -------------- | ------- |  |  |  |  | --- |  |  | -- | --- | ----- | ---- |
| 1953 | Pilota privato | OSCA 20 |  |  |  |  | Rit |  |  | NP | Rit | 0     |      |

| 1954 | Scuderia | Vettura |   |  |  |  |  |  |  |  |  | Punti | Pos. |
| ---- | -------- | ------- | - |  |  |  |  |  |  |  |  | ----- | ---- |
| 1954 | Gordini  | T16     | 5 |  |  |  |  |  |  |  |  | 2     | 19º  |

| 1955 | Scuderia | Vettura |     |     |  |  |  |  |  |  |  | Punti | Pos. |
| ---- | -------- | ------- | --- | --- |  |  |  |  |  |  |  | ----- | ---- |
| 1955 | Gordini  | T16     | Rit | Rit |  |  |  |  |  |  |  | 0     |      |

| 1956 | Scuderia | Vettura |  |   |  |  |  |  |  |  |  | Punti | Pos. |
| ---- | -------- | ------- |  | - |  |  |  |  |  |  |  | ----- | ---- |
| 1956 | Gordini  | T32     |  | 6 |  |  |  |  |  |  |  | 0     |      |

| Legenda | 1º posto     | 2º posto | 3º posto    | A punti         | Senza punti/Non class.  | Grassetto – Pole position Corsivo – Giro più veloce |
| Legenda | Squalificato | Ritirato | Non partito | Non qualificato | Solo prove/Terzo pilota | Grassetto – Pole position Corsivo – Giro più veloce |